# Ваља Мотрулуј (Горж)
Ваља Мотрулуј (рум. Valea Motrului) насеље је у Румунији у округу Горж у општини Вађулешти. Oпштина се налази на надморској висини од 168 m.

## Становништво
Према подацима из 2002. године у насељу је живело 299 становника, од којих су сви румунске националности.